# Alocasia nebula
Alocasia nebula är en kallaväxtart som beskrevs av Alistair Hay. Alocasia nebula ingår i släktet Alocasia och familjen kallaväxter. Inga underarter finns listade.